# 12 août aux Jeux olympiques d'été de 2016
Le vendredi 12 août aux Jeux olympiques d'été de 2016 est le dixième jour de compétition.

## Programme
| Heure UTC-3 (Rio de Janeiro)                  |               |
| bleu                                          | Cérémonie     |
| neutre                                        | Épreuve       |
| or                                            | Finale        |
| orange                                        | Petite finale |
| rose                                          | Reporté       |
| gris                                          | Annulé        |
| Compétition masculine                         | Hommes        |
| Compétition féminine                          | Femmes        |
| Compétition mixte (hommes et femmes mélangés) | Mixte         |
| Compétition en couple (1 homme et 1 femme)    | Couple        |
| modifier                                      |               |

| Horaire | Discipline Spécialité | Discipline Spécialité                    | Discipline Spécialité                         | Phase                              | Résultats | Références |
| ------- | --------------------- | ---------------------------------------- | --------------------------------------------- | ---------------------------------- | --- | ---------- |
| 7 h 30  |                       | Golf Parcours masculin                   | Compétition hommes                            | Tour 2                             | - | -          |
| 8 h     |                       | Badminton Simple                         | Compétition hommes                            | Tours préliminaires                | - | -          |
| 8 h     |                       | Badminton Simple                         | Compétition femmes                            | Tours préliminaires                | - | -          |
| 8 h     |                       | Badminton Double                         | Compétition hommes                            | Tours préliminaires                | - | -          |
| 8 h     |                       | Badminton Double                         | Compétition femmes                            | Tours préliminaires                | - | -          |
| 8 h     |                       | Badminton Double mixte                   | Compétition mixte (hommes et femmes ensemble) | Tours préliminaires                | - | -          |
| 8 h 30  |                       | Aviron Skiff                             | Compétition hommes                            | Finale F                           | - | -          |
| 8 h 40  |                       | Aviron Skiff                             | Compétition femmes                            | Finale F                           | - | -          |
| 8 h 50  |                       | Aviron Skiff                             | Compétition hommes                            | Finale E                           | - | -          |
| 9 h     |                       | Aviron Skiff                             | Compétition femmes                            | Finale E                           | - | -          |
| 9 h     |                       | Escrime Fleuret par équipes              | Compétition hommes                            | 8e de finale                       | - | -          |
| 9 h     |                       | Escrime Fleuret par équipes              | Compétition hommes                            | Quarts de finale                   | - | -          |
| 9 h     |                       | Escrime Fleuret par équipes              | Compétition hommes                            | Demi-finales                       | - | -          |
| 9 h     |                       | Tir Carabine à 50 m tir couché           | Compétition hommes                            | Qualifications                     | - | -          |
| 9 h     |                       | Tir Skeet                                | Compétition femmes                            | Qualifications                     | - | -          |
| 9 h     |                       | Tir à l'arc Individuel                   | Compétition hommes                            | 8e de finale                       | - | -          |
| 9 h 10  |                       | Aviron Deux de couple poids légers       | Compétition femmes                            | Finale B                           | - | -          |
| 9 h 20  |                       | Aviron Deux de couple poids légers       | Compétition hommes                            | Finale B                           | - | -          |
| 9 h 30  |                       | Athlétisme Lancer du disque              | Compétition hommes                            | Qualifications (groupe A)          | - | -          |
| 9 h 30  |                       | Aviron Deux sans barreur                 | Compétition femmes                            | Finale B                           | - | -          |
| 9 h 30  |                       | Handball Tournoi féminin                 | Compétition femmes                            | Tour préliminaire Poule A          | Angola 24-28 Brésil |            |
| 9 h 30  |                       | Tir Skeet                                | Compétition hommes                            | Qualifications                     | - | -          |
| 9 h 30  |                       | Volley-ball Tournoi féminin              | Compétition femmes                            | Tour préliminaire Groupe B         | Chine 0-3 Serbie |            |
| 9 h 35  |                       | Athlétisme Heptathlon                    | Compétition femmes                            | 100 m haies                        | - | -          |
| 9 h 40  |                       | Aviron Quatre sans barreur               | Compétition hommes                            | Finale B                           | - | -          |
| 10 h    |                       | Aviron Deux de couple poids légers       | Compétition femmes                            | Finale                             | Ilse Paulis, Maaike Head · Lindsay Jennerich, Patricia Obee · Huang Wenyi, Pan Feihong |            |
| 10 h    |                       | Haltérophilie Moins de 85 kg             | Compétition hommes                            | Groupe B                           | - | -          |
| 10 h    |                       | Judo Plus de 78 kg                       | Compétition femmes                            | Premiers tours et quarts de finale | - | -          |
| 10 h    |                       | Judo Plus de 100 kg                      | Compétition hommes                            | Premiers tours et quarts de finale | - | -          |
| 10 h    |                       | Tennis de table Par équipes              | Compétition femmes                            | 1er tour                           | - | -          |
| 10 h 5  |                       | Athlétisme Lancer du poids               | Compétition femmes                            | Qualifications                     | - | -          |
| 10 h 10 |                       | Athlétisme 800 mètres                    | Compétition hommes                            | 1er tour                           | - | -          |
| 10 h 20 |                       | Aviron Deux de couple poids légers       | Compétition hommes                            | Finale                             | Pierre Houin, Jérémie Azou · Gary O'Donovan, Paul O'Donovan · Kristoffer Brun, Are Strandli |            |
| 10 h 40 |                       | Aviron Deux sans barreur                 | Compétition femmes                            | Finale                             | Helen Glover, Heather Stanning · Genevieve Behrent, Rebecca Scown · Anne Dsane Andersen, Hedvig Lærke Rasmussen                                                                                       |            |
| 10 h 50 |                       | Athlétisme Heptathlon                    | Compétition femmes                            | Saut en hauteur                    | - | -          |
| 10 h 55 |                       | Athlétisme Lancer du disque              | Compétition hommes                            | Qualifications (groupe B)          | - | -          |
| 11 h    |                       | Aviron Quatre sans barreur               | Compétition hommes                            | Finale                             | Alex Gregory, Mohamed Sbihi, George Nash, Constantine Louloudis · William Lockwood, Josh Dunkley-Smith, Josh Booth, Alexander Hill · Domenico Montrone, Matteo Castaldo, Matteo Lodo, Giuseppe Vicino |            |
| 11 h    |                       | Boxe Poids mouches (−51 kg)              | Compétition femmes                            | Phase préliminaire                 | - |            |
| 11 h    |                       | Boxe Poids légers (−60 kg)               | Compétition femmes                            | Phase préliminaire                 | - |            |
| 11 h    |                       | Boxe Poids mi-mouches (−49 kg)           | Compétition hommes                            | Demi-finale                        | - |            |
| 11 h    |                       | Boxe Poids légers (−60 kg)               | Compétition hommes                            | Quart de finale                    | - |            |
| 11 h    |                       | Boxe Poids moyens (−75 kg)               | Compétition hommes                            | Phase préliminaire                 | - |            |
| 11 h    |                       | Beach-volley Tournoi féminin             | Compétition femmes                            | 8e de finale                       | - | -          |
| 11 h    |                       | Tir Carabine à 50 m tir couché           | Compétition hommes                            | Finale                             | Henri Junghänel · Kim Jong-hyun · Kirill Grigoryan |            |
| 11 h 10 |                       | Athlétisme 10 000 mètres                 | Compétition femmes                            | Finale                             | Almaz Ayana · Vivian Cheruiyot · Tirunesh Dibaba |            |
| 11 h 30 |                       | Handball Tournoi féminin                 | Compétition femmes                            | Tour préliminaire Poule B          | Suède 29-29 Pays-Bas |            |
| 11 h 35 |                       | Volley-ball Tournoi féminin              | Compétition femmes                            | Tour préliminaire Groupe A         | Argentine 3-2 Cameroun |            |
| 11 h 55 |                       | Athlétisme 100 mètres                    | Compétition femmes                            | Tour préliminaire                  | - | -          |
| 12 h    |                       | Tennis Simple                            | Compétition hommes                            | Quart de finale                    | - | -          |
| 12 h    |                       | Tennis Double                            | Compétition hommes                            | Petite finale                      | Steve Johnson, Jack Sock 2-0 (6-2, 6-4) Daniel Nestor, Vasek Pospisil |            |
| 12 h    |                       | Tennis Double                            | Compétition hommes                            | Finale                             | Marc López, Rafael Nadal 2-1 (6-2, 3-6, 6-4) Florin Mergea, Horia Tecău |            |
| 12 h 15 |                       | Basket-ball Tournoi féminin              | Compétition femmes                            | Premier tour Groupe B              | Serbie 80-72 Chine |            |
| 12 h 15 |                       | Tir Pistolet à 25 m tir rapide           | Compétition hommes                            | Qualifications 1                   | - | -          |
| 12 h 30 |                       | Haltérophilie Moins de 75 kg             | Compétition femmes                            | Groupe B                           | - | -          |
| 13 h    |                       | Football Tournoi féminin                 | Compétition femmes                            | Quarts de finale                   | États-Unis 1-1ap (3-4tab) Suède |            |
| 13 h    |                       | Natation 1 500 m nage libre              | Compétition hommes                            | Séries                             | - | -          |
| 13 h    |                       | Natation Relais 4 x 100 m 4 nages        | Compétition hommes                            | Séries                             | - | -          |
| 13 h    |                       | Natation 50 m nage libre                 | Compétition femmes                            | Séries                             | - | -          |
| 13 h    |                       | Natation Relais 4 x 100 m 4 nages        | Compétition femmes                            | Séries                             | - | -          |
| 13 h    |                       | Voile Laser standard                     | Compétition hommes                            | Manche 7                           | - | -          |
| 13 h    |                       | Voile Laser radial                       | Compétition femmes                            | Manche 7                           | - | -          |
| 13 h    |                       | Voile 470                                | Compétition hommes                            | Manche 5                           | - | -          |
| 13 h    |                       | Voile 470                                | Compétition femmes                            | Manche 5                           | - | -          |
| 13 h    |                       | Voile 49er                               | Compétition hommes                            | Manche 1                           | - | -          |
| 13 h    |                       | Voile 49er FX                            | Compétition femmes                            | Manche 1                           | - | -          |
| 13 h    |                       | Voile RS : X                             | Compétition hommes                            | Manche 10                          | - | -          |
| 13 h    |                       | Voile RS : X                             | Compétition femmes                            | Manche 10                          | - | -          |
| 14 h    |                       | Trampoline Concours femmes               | Compétition femmes                            | Qualifications                     | - | -          |
| 14 h 15 |                       | Basket-ball Tournoi masculin             | Compétition hommes                            | Premier tour Groupe A              | Chine 68-93 Australie |            |
| 14 h 30 |                       | Athlétisme 20 kilomètres marche          | Compétition hommes                            | Finale                             | Wang Zhen · Cai Zelin · Dane Bird-Smith |            |
| 14 h 30 |                       | Voile 49er                               | Compétition hommes                            | Manche 2                           | - | -          |
| 14 h 30 |                       | Voile 49er FX                            | Compétition femmes                            | Manche 2                           | - | -          |
| 14 h 30 |                       | Voile RS : X                             | Compétition hommes                            | Manche 11                          | - | -          |
| 14 h 30 |                       | Voile RS : X                             | Compétition femmes                            | Manche 11                          | - | -          |
| 14 h 40 |                       | Handball Tournoi féminin                 | Compétition femmes                            | Tour préliminaire Poule A          | Roumanie 24-21 Espagne |            |
| 15 h    |                       | Beach-volley Tournoi féminin             | Compétition femmes                            | 8e de finale                       | - | -          |
| 15 h    |                       | Équitation Dressage                      | Compétition mixte (hommes et femmes ensemble) | Grand Prix spécial                 | - | -          |
| 15 h    |                       | Tennis de table Par équipes              | Compétition femmes                            | 1er tour                           | - | -          |
| 15 h    |                       | Tir Skeet                                | Compétition femmes                            | Finale                             | Diana Bacosi · Chiara Caneiro · Kimberly Rhode |            |
| 15 h    |                       | Tir à l'arc Individuel                   | Compétition hommes                            | Quart de finale                    | - | -          |
| 15 h    |                       | Tir à l'arc Individuel                   | Compétition hommes                            | Demi-finale                        | - | -          |
| 15 h    |                       | Tir à l'arc Individuel                   | Compétition hommes                            | Petite finale                      | Sjef Van Den Berg 2-6 Brady Ellison |            |
| 15 h    |                       | Tir à l'arc Individuel                   | Compétition hommes                            | Finale                             | Jean-Charles Valladont 3-7 Bonchan Ku |            |
| 15 h    |                       | Volley-ball Tournoi féminin              | Compétition femmes                            | Tour préliminaire Groupe B         | États-Unis 3-1 Italie |            |
| 15 h 30 |                       | Badminton Simple                         | Compétition hommes                            | Tours préliminaires                | - | -          |
| 15 h 30 |                       | Badminton Simple                         | Compétition femmes                            | Tours préliminaires                | - | -          |
| 15 h 30 |                       | Badminton Double                         | Compétition hommes                            | Tours préliminaires                | - | -          |
| 15 h 30 |                       | Badminton Double                         | Compétition femmes                            | Tours préliminaires                | - | -          |
| 15 h 30 |                       | Badminton Double mixte                   | Compétition mixte (hommes et femmes ensemble) | Tours préliminaires                | - | -          |
| 15 h 30 |                       | Basket-ball Tournoi féminin              | Compétition femmes                            | Premier tour Groupe B              | Canada 51-81 États-Unis |            |
| 15 h 30 |                       | Haltérophilie Moins de 75 kg             | Compétition femmes                            | Groupe A                           | - | -          |
| 15 h 30 |                       | Haltérophilie Moins de 75 kg             | Compétition femmes                            | Finale                             | Rim Jong-sim · Darya Naumava · Lidia Valentín |            |
| 15 h 30 |                       | Judo Plus de 78 kg                       | Compétition femmes                            | Repêchages et demi-finales         | - | -          |
| 15 h 30 |                       | Judo Plus de 100 kg                      | Compétition hommes                            | Repêchages et demi-finales         | - | -          |
| 15 h 30 |                       | Judo Plus de 78 kg                       | Compétition femmes                            | Finale                             | Émilie Andéol · Idalys Ortiz · Kanae Yamabe et Yu Song |            |
| 15 h 30 |                       | Judo Plus de 100 kg                      | Compétition hommes                            | Finale                             | Teddy Riner · Hisayoshi Harasawa · Rafael Silva et Or Sasson |            |
| 15 h 30 |                       | Plongeon Tremplin à 3 mètres             | Compétition femmes                            | Éliminatoires                      | - | -          |
| 15 h 30 |                       | Voile Laser standard                     | Compétition hommes                            | Manche 8                           | - | -          |
| 15 h 30 |                       | Voile Laser radial                       | Compétition femmes                            | Manche 8                           | - | -          |
| 15 h 30 |                       | Voile 470                                | Compétition hommes                            | Manche 6                           | - | -          |
| 15 h 30 |                       | Voile 470                                | Compétition femmes                            | Manche 6                           | - | -          |
| 15 h 40 |                       | Trampoline Concours femmes               | Compétition femmes                            | Finale                             | Rosie MacLennan · Bryony Page · Li Dan |            |
| 16 h    |                       | Cyclisme sur piste Vitesse par équipes   | Compétition femmes                            | Séries                             | - | -          |
| 16 h    |                       | Football Tournoi féminin                 | Compétition femmes                            | Quarts de finale                   | Chine 0-1 Allemagne |            |
| 16 h    |                       | Voile 49er                               | Compétition hommes                            | Manche 3                           | - | -          |
| 16 h    |                       | Voile 49er FX                            | Compétition femmes                            | Manche 3                           | - | -          |
| 16 h    |                       | Voile RS : X                             | Compétition hommes                            | Manche 12                          | - | -          |
| 16 h    |                       | Voile RS : X                             | Compétition femmes                            | Manche 12                          | - | -          |
| 16 h 15 |                       | Cyclisme sur piste Vitesse individuelle  | Compétition hommes                            | Séries                             | - | -          |
| 16 h 40 |                       | Handball Tournoi féminin                 | Compétition femmes                            | Tour préliminaire Poule A          | Monténégro 19-28 Norvège |            |
| 16 h 50 |                       | Cyclisme sur piste Poursuite par équipes | Compétition hommes                            | Demi-finales                       | - | -          |
| 17 h    |                       | Boxe Poids mouches (−51 kg)              | Compétition femmes                            | Phase préliminaire                 | - |            |
| 17 h    |                       | Boxe Poids légers (−60 kg)               | Compétition femmes                            | Phase préliminaire                 | - |            |
| 17 h    |                       | Boxe Poids légers (−60 kg)               | Compétition hommes                            | Quart de finale                    | - |            |
| 17 h    |                       | Boxe Poids moyens (−75 kg)               | Compétition hommes                            | Phase préliminaire                 | - |            |
| 17 h    |                       | Escrime Fleuret par équipes              | Compétition hommes                            | Petite finale                      | Italie 31-45 États-Unis |            |
| 17 h    |                       | Escrime Fleuret par équipes              | Compétition hommes                            | Finale                             | France 41-45 Russie |            |
| 17 h 5  |                       | Volley-ball Tournoi féminin              | Compétition femmes                            | Tour préliminaire Groupe B         | Pays-Bas 3-0 Porto Rico |            |
| 17 h 15 |                       | Cyclisme sur piste Vitesse par équipes   | Compétition femmes                            | Demi-finales                       | - | -          |
| 17 h 30 |                       | Cyclisme sur piste Vitesse individuelle  | Compétition hommes                            | 16e de finale                      | - | -          |
| 17 h 45 |                       | Basket-ball Tournoi féminin              | Compétition femmes                            | Premier tour Groupe B              | Espagne 97-43 Sénégal |            |
| 18 h    |                       | Cyclisme sur piste Vitesse par équipes   | Compétition femmes                            | Finale                             | Chine · Russie · Allemagne |            |
| 18 h 10 |                       | Cyclisme sur piste Vitesse individuelle  | Compétition hommes                            | Repêchages des 16e de finale       | - | -          |
| 18 h 20 |                       | Cyclisme sur piste Poursuite par équipes | Compétition hommes                            | Finale                             | Grande-Bretagne · Australie · Danemark |            |
| 19 h    |                       | Basket-ball Tournoi masculin             | Compétition hommes                            | Premier tour Groupe A              | États-Unis 110-84 Serbie |            |
| 19 h    |                       | Beach-volley Tournoi masculin            | Compétition hommes                            | 1/8es de finale                    | - | -          |
| 19 h    |                       | Football Tournoi féminin                 | Compétition femmes                            | Quarts de finale                   | Canada 1-0 France |            |
| 19 h    |                       | Haltérophilie Moins de 85 kg             | Compétition hommes                            | Groupe A                           | - | -          |
| 19 h    |                       | Haltérophilie Moins de 85 kg             | Compétition hommes                            | Finale                             | Kianoush Rostami · Tian Tao · Gabriel Sîncrăian |            |
| 19 h 30 |                       | Badminton Simple                         | Compétition hommes                            | Tours préliminaires                | - | -          |
| 19 h 30 |                       | Badminton Simple                         | Compétition femmes                            | Tours préliminaires                | - | -          |
| 19 h 30 |                       | Badminton Double                         | Compétition hommes                            | Tours préliminaires                | - | -          |
| 19 h 30 |                       | Badminton Double                         | Compétition femmes                            | Tours préliminaires                | - | -          |
| 19 h 30 |                       | Badminton Double mixte                   | Compétition mixte (hommes et femmes ensemble) | Tours préliminaires                | - | -          |
| 19 h 30 |                       | Tennis de table Par équipes              | Compétition hommes                            | 1er tour                           | - | -          |
| 19 h 50 |                       | Handball Tournoi féminin                 | Compétition femmes                            | Tour préliminaire Poule B          | Russie 35-29 Argentine |            |
| 20 h 30 |                       | Athlétisme 1 500 mètres                  | Compétition femmes                            | 1er tour                           | - | -          |
| 20 h 30 |                       | Volley-ball Tournoi féminin              | Compétition femmes                            | Tour préliminaire Groupe A         | Russie 3-0 Japon |            |
| 20 h 35 |                       | Athlétisme Heptathlon                    | Compétition femmes                            | Lancer du poids                    | - | -          |
| 20 h 40 |                       | Athlétisme Lancer du marteau             | Compétition femmes                            | Qualifications (groupe A)          | - | -          |
| 21 h 5  |                       | Athlétisme 400 mètres                    | Compétition hommes                            | 1er tour                           | - | -          |
| 21 h 20 |                       | Athlétisme Saut en longueur              | Compétition hommes                            | Qualifications                     | - | -          |
| 21 h 50 |                       | Handball Tournoi féminin                 | Compétition femmes                            | Tour préliminaire Poule B          | Corée du Sud 17-21 France |            |
| 22 h    |                       | Athlétisme Lancer du poids               | Compétition femmes                            | Finale                             | Michelle Carter · Valerie Adams · Anita Márton |            |
| 22 h    |                       | Football Tournoi féminin                 | Compétition femmes                            | Quarts de finale                   | Brésil 0-0ap (7-6tab) Australie |            |
| 22 h    |                       | Natation 50 m nage libre                 | Compétition femmes                            | Demi-finales                       | - | -          |
| 22 h    |                       | Natation 50 m nage libre                 | Compétition hommes                            | Finale                             | Anthony Ervin · Florent Manaudou · Nathan Adrian |            |
| 22 h    |                       | Natation 100 m papillon                  | Compétition hommes                            | Finale                             | Joseph Schooling · Michael Phelps, Chad Le Clos, László Cseh |            |
| 22 h    |                       | Natation 800 m nage libre                | Compétition femmes                            | Finale                             | Katie Ledecky · Jazmin Carlin · Boglárka Kapás |            |
| 22 h    |                       | Natation 200 m dos                       | Compétition femmes                            | Finale                             | Maya DiRado · Katinka Hosszú · Hilary Caldwell |            |
| 22 h 5  |                       | Athlétisme Heptathlon                    | Compétition femmes                            | 200 mètres                         | - | -          |
| 22 h 10 |                       | Athlétisme Lancer du marteau             | Compétition femmes                            | Qualifications (groupe B)          | - | -          |
| 22 h 30 |                       | Basket-ball Tournoi masculin             | Compétition hommes                            | Premier tour Groupe A              | France 96-56 Venezuela |            |
| 22 h 35 |                       | Volley-ball Tournoi féminin              | Compétition femmes                            | Tour préliminaire Groupe A         | Brésil 3-0 Corée du Sud |            |
| 22 h 40 |                       | Athlétisme 100 mètres                    | Compétition femmes                            | 1er tour                           | - | -          |
| 23 h    |                       | Beach-volley Tournoi masculin            | Compétition hommes                            | 8e de finale                       | - | -          |

## Tableau des médailles provisoire
- Pays organisateur (Brésil)

## Tableaux des médailles
| Rang  | Nation           | Or | Argent | Bronze | Total |
| ----- | ---------------- | -- | ------ | ------ | ----- |
| 1     | États-Unis       | 4  | 1      | 5      | 10    |
| 2     | France           | 3  | 3      | 0      | 6     |
| 3     | Grande-Bretagne  | 3  | 2      | 0      | 5     |
| 4     | Chine            | 2  | 2      | 3      | 7     |
| 5     | Canada           | 1  | 1      | 1      | 3     |
| 5     | Italie           | 1  | 1      | 1      | 3     |
| 5     | Russie           | 1  | 1      | 1      | 3     |
| 8     | Corée du Sud     | 1  | 1      | 0      | 2     |
| 9     | Pays-Bas         | 1  | 1      | 0      | 2     |
| 10    | Allemagne        | 1  | 0      | 1      | 2     |
| 10    | Espagne          | 1  | 0      | 1      | 2     |
| 10    | Éthiopie         | 1  | 0      | 1      | 2     |
| 13    | Corée du Nord    | 1  | 0      | 0      | 1     |
| 13    | Iran             | 1  | 0      | 0      | 1     |
| 13    | Singapour        | 1  | 0      | 0      | 1     |
| 16    | Hongrie          | 0  | 2      | 2      | 4     |
| 17    | Australie        | 0  | 2      | 1      | 3     |
| 18    | Japon            | 0  | 1      | 1      | 2     |
| 18    | Roumanie         | 0  | 1      | 1      | 2     |
| 20    | Afrique du Sud   | 0  | 1      | 0      | 1     |
| 20    | Biélorussie      | 0  | 1      | 0      | 1     |
| 20    | Cuba             | 0  | 1      | 0      | 1     |
| 20    | Irlande          | 0  | 1      | 0      | 1     |
| 20    | Kenya            | 0  | 1      | 0      | 1     |
| 20    | Nouvelle-Zélande | 0  | 1      | 0      | 1     |
| 26    | Danemark         | 0  | 0      | 2      | 2     |
| 27    | Brésil           | 0  | 0      | 1      | 1     |
| 27    | Israël           | 0  | 0      | 1      | 1     |
| 27    | Norvège          | 0  | 0      | 1      | 1     |
| Total | Total            | 23 | 25     | 24     | 72    |

| Rang  | Nation                           | Or  | Argent | Bronze | Total |
| ----- | -------------------------------- | --- | ------ | ------ | ----- |
| 1     | États-Unis                       | 20  | 13     | 15     | 48    |
| 2     | Chine                            | 13  | 10     | 13     | 36    |
| 3     | Grande-Bretagne                  | 7   | 8      | 6      | 21    |
| 4     | Japon                            | 7   | 3      | 16     | 26    |
| 5     | Corée du Sud                     | 6   | 3      | 4      | 13    |
| 6     | Russie                           | 5   | 9      | 8      | 22    |
| 7     | France                           | 5   | 7      | 5      | 17    |
| 8     | Australie                        | 5   | 5      | 7      | 17    |
| 9     | Hongrie                          | 5   | 3      | 3      | 11    |
| 10    | Italie                           | 4   | 7      | 4      | 15    |
| 11    | Allemagne                        | 3   | 3      | 2      | 8     |
| 12    | Espagne                          | 3   | 0      | 2      | 5     |
| 13    | Canada                           | 2   | 2      | 6      | 10    |
| 14    | Kazakhstan                       | 2   | 2      | 3      | 7     |
| 15    | Pays-Bas                         | 2   | 2      | 2      | 6     |
| 16    | Thaïlande                        | 2   | 1      | 1      | 4     |
| 17    | Suisse                           | 2   | 0      | 1      | 3     |
| 18    | Croatie                          | 2   | 0      | 0      | 2     |
| 19    | Nouvelle-Zélande                 | 1   | 5      | 0      | 6     |
| 20    | Corée du Nord                    | 1   | 2      | 2      | 5     |
| 21    | Suède                            | 1   | 2      | 1      | 4     |
| 22    | Brésil                           | 1   | 1      | 2      | 4     |
| 23    | Belgique                         | 1   | 1      | 1      | 3     |
| 23    | Roumanie                         | 1   | 1      | 1      | 3     |
| 23    | Slovénie                         | 1   | 1      | 1      | 3     |
| 26    | Colombie                         | 1   | 1      | 0      | 2     |
| 26    | Slovaquie                        | 1   | 1      | 0      | 2     |
| 26    | Viêt Nam                         | 1   | 1      | 0      | 2     |
| 29    | Taipei chinois                   | 1   | 0      | 2      | 3     |
| 30    | Éthiopie                         | 1   | 0      | 1      | 2     |
| 30    | Grèce                            | 1   | 0      | 1      | 2     |
| 30    | Pologne                          | 1   | 0      | 1      | 2     |
| 30    | République tchèque               | 1   | 0      | 1      | 2     |
| 34    | Argentine                        | 1   | 0      | 0      | 1     |
| 34    | Athlètes olympiques indépendants | 1   | 0      | 0      | 1     |
| 34    | Fidji                            | 1   | 0      | 0      | 1     |
| 34    | Iran                             | 1   | 0      | 0      | 1     |
| 34    | Kosovo                           | 1   | 0      | 0      | 1     |
| 34    | Singapour                        | 1   | 0      | 0      | 1     |
| 40    | Afrique du Sud                   | 0   | 4      | 0      | 4     |
| 41    | Danemark                         | 0   | 2      | 2      | 4     |
| 42    | Ukraine                          | 0   | 2      | 1      | 3     |
| 43    | Azerbaïdjan                      | 0   | 2      | 0      | 2     |
| 43    | Indonésie                        | 0   | 2      | 0      | 2     |
| 45    | Géorgie                          | 0   | 1      | 1      | 2     |
| 45    | Lituanie                         | 0   | 1      | 1      | 2     |
| 47    | Biélorussie                      | 0   | 1      | 0      | 1     |
| 47    | Cuba                             | 0   | 1      | 0      | 1     |
| 47    | Irlande                          | 0   | 1      | 0      | 1     |
| 47    | Kenya                            | 0   | 1      | 0      | 1     |
| 47    | Malaisie                         | 0   | 1      | 0      | 1     |
| 47    | Mongolie                         | 0   | 1      | 0      | 1     |
| 47    | Philippines                      | 0   | 1      | 0      | 1     |
| 47    | Turquie                          | 0   | 1      | 0      | 1     |
| 55    | Égypte                           | 0   | 0      | 2      | 2     |
| 55    | Israël                           | 0   | 0      | 2      | 2     |
| 55    | Norvège                          | 0   | 0      | 2      | 2     |
| 55    | Ouzbékistan                      | 0   | 0      | 2      | 2     |
| 59    | Émirats arabes unis              | 0   | 0      | 1      | 1     |
| 59    | Kirghizistan                     | 0   | 0      | 1      | 1     |
| 59    | Portugal                         | 0   | 0      | 1      | 1     |
| 59    | Tunisie                          | 0   | 0      | 1      | 1     |
| Total | Total                            | 116 | 116    | 129    | 361   |